# ليفوثيروكسين
ليفوثيروكسين هو من الأدوية الأكثر شهرة في الصيدليات لعلاج خمول الغدة الدرقية ويحتوي على ليفوثيروكسين بديل هرمون الثيروكسين الذي تفرزه الغدة الدرقية ويأتي في ثلاثة تراكيز 25 و50 و 100 ميكروجرام. يحسن هذا الدواء أعراض خمول الغدة الدرقية مثل نقص الطاقة والبطء في الكلام وزيادة الوزن وفقدان الشعر، جفاف الجلد والشعور بالبرد، مما يحافظ على النشاطات العقلية والبدنية.

## الأعراض الجانبية
قد يحدث فقدان الشعر خلال الأشهر القليلة الأولى من العلاج. هذا التأثير عادة مؤقتة حتى يعدل جسمك هذا الدواء.. إذا استمر هذا الأمر يجب إخبار الطبيب أو الصيدلي فوراً.
ليفوثيروكسين هو عادة جيد التحمل . إذا حدثت الأعراض غالبا ما تكون راجعة إلى ارتفاع في هرمون الغدة الدرقية بشكل عالي . وأعراض فرط الدرقية هي: ألم في الصدر، وزيادة معدل ضربات القلب أو معدل النبض ، و التعرق، عدم تحمل الحرارة، والعصبية والصداع، الأرق، الإسهال، القيء، و فقدان الوزن، أو الحمى. ويمكن للمرأة ان تعاني من عدم انتظام في الدورة الشهرية. وفي هذه الحالات يجب الذهاب إلى الطبيب فوراً.
يجب التقيد في الجرعة بشكل كبير كما يخبرك الطبيب،  وعادة يتم أخذها مع كمية كافية من الماء  في الصباح على معدة فارغة قبل الأكل بنصف ساعة.

## الاستخدامات الطبية
يُستخدم الليفوثيروكسين عادة لعلاج قصور الغدة الدرقية، وهو الخيار الأفضل للأشخاص الذين يعانون قصور الغدة الدرقية، الذين يحتاجون غالبًا إلى العلاج بهرمون الغدة الدرقية مدى الحياة.
يمكن استخدامه أيضًا لعلاج تضخم الغدة الدرقية (السلعة) من خلال قدرته على خفض هرمون منبه الدرقية (تي إس إتش)، وهو هرمون يُعد محفزًا لتضخم الغدة الدرقية. يُستخدم الليفوثيروكسين أيضًا علاجًا تدخليًا عند الأشخاص الذين يعانون مرض الغدة الدرقية المعقّدة أو سرطان الغدة الدرقية من أجل كبح إفراز هرمون منبه الدرقية. سوف تصف مجموعة فرعية من الأشخاص الذين يعانون قصور الغدة الدرقية والمعالجين بجرعة مناسبة من الليفوثيروكسين استمرار الأعراض على الرغم من كون مستويات تي إس إتش ضمن المعدل الطبيعي. عند هؤلاء الأشخاص، يُسمح بإجراء المزيد من التقييم المخبري والسريري فقد يكون لديهم سبب آخر لأعراضهم. من ناحية أخرى، من المهم مراجعة أدويتهم ومكملاتهم الغذائية المحتملة لأن العديد من الأدوية قد تؤثر في مستويات هرمون الغدة الدرقية.
يُستخدم الليفوثيروكسين أيضًا لعلاج قصور الغدة الدرقية تحت السريري الذي يُحدد من خلال ارتفاع مستوى هرمون منبه الدرقية ومستوى التيروكسين (تي 4) الحر الطبيعي دون وجود أعراض. قد لا يبدي هؤلاء الأشخاص أي أعراض، وتكون حاجتهم إلى العلاج مثارًا للجدل. إحدى فوائد علاج هذه المجموعات بالليفوثيروكسين هي منع تطور قصور الغدة الدرقية. لذلك، من المستحسن أخذ العلاج بعين الاعتبار عند المرضى الذين تتجاوز مستويات تي إس إتش الأولية لديهم 10 ميلي وحدة دولية/لتر، والأشخاص الذين يعانون ارتفاع عيار أضداد بيروكسيداز الغدة الدرقية، والأشخاص الذين يعانون أعراض قصور الغدة الدرقية وتكون مستويات الهرمون المنبه للدرق لديهم بين 5-10 ميلي وحدة دولية/لتر، والنساء الحوامل أو الراغبات في الحمل. الجرعة الفموية لمرضى قصور الغدة الدرقية تحت السريري هي 1 ميكروغرام/كيلوغرام/يوم.
يُستخدم الليفوثيروكسين أيضًا لعلاج غيبوبة الوذمة المخاطية، وهي شكل حاد من قصور الغدة الدرقية يتميز بتغيرات في الحالة العقلية وانخفاض درجة حرارة الجسم. نظرًا إلى كونها حالة طبية طارئة ذات معدل وفيات مرتفع، يجب معالجتها في وحدة العناية المركزة بتعويض هرمون الغدة الدرقية والتدبير الفعّال للمضاعفات الجهازية العضوية الفردية.
تختلف الجرعات وفقًا للفئات العمرية، والحالة الفردية للشخص، ووزن الجسم، والامتثال للدواء، والنظام غذائي. المؤشرات الأخرى للجرعة المطلوبة هي الجنس، ومؤشر كتلة الجسم، ونشاط إنزيم نازع اليود (سبينا-جي دي)، وإيتيولوجيا قصور الغدة الدرقية. من الملائم إجراء التقييمات السريرية السنوية أو نصف السنوية ومراقبة هرمون منبه الدرقية بعد تحديد الجرعات. يُؤخذ الليفوثيروكسين على معدة فارغة قبل نصف ساعة إلى ساعة من تناول الوجبات. بناء على ذلك، يُؤخذ العلاج التعويضي لهرمون الغدة الدرقية عادة قبل 30 دقيقة من تناول الطعام صباحًا. بالنسبة إلى المرضى الذين يعانون مشاكل في تناول الليفوثيروكسين في الصباح، تكون جرعات ما قبل وقت النوم فعالة أيضًا. أظهرت دراسة أجريت في عام 2015 أن فعالية الليفوثيروكسين تكون أكبر عند تناوله قبل وقت النوم. قد لا تؤدي جرعات الليفوثيروكسين التي تجعل مستوى هرمون منبه الدرقية مستقرًا في المصل إلى استقرار المستويات غير الطبيعية من كوليسترول البروتين الدهني منخفض الكثافة والكوليسترول الكلي.
قلة الامتثال لتناول الدواء هي أكثر الأسباب شيوعًا لارتفاع مستويات تي إس إتش لدى الأشخاص الذين يأخذون جرعات مناسبة من الليفوثيروكسين.

### كبار السن
بالنسبة إلى كبار السن (أكثر من 50 عامًا) والأشخاص الذين تُعرف إصابتهم بمرض القلب التاجي أو يُشتبه بإصابتهم به، لا ينبغي بدء العلاج بالليفوثيروكسين بالجرعة التعويضية كاملةً. نظرًا إلى أن هرمون الغدة الدرقية يزيد من طلب القلب للأكسجين من خلال زيادة معدل ضربات القلب وانقباض عضلته، قد يؤدي البدء بجرعات أعلى إلى متلازمة الشريان التاجي الحادة أو اضطراب نظم القلب.

### الحمل والرضاعة
وفقًا لفئات السلامة أثناء الحمل التي وضعتها إدارة الغذاء والدواء الأمريكية (إف دي إيه)، صُنف الليفوثيروكسين في الفئة إيه. بالنظر إلى عدم وجود خطر متزايد لحدوث التشوهات الخلقية لدى النساء الحوامل اللواتي يتناولن الليفوثيروكسين، يجب مواصلة العلاج في أثناء الحمل. يجب على الفور إعطاء العلاج للنساء اللواتي شُخصت إصابتهن بقصور الغدة الدرقية في أثناء الحمل، إذ يرتبط قصور الغدة الدرقية بمعدل أعلى من المضاعفات، مثل الإجهاض التلقائي، وما قبل الإرجاج (مقدمات الارتعاج)، والولادة المبكرة.
تزداد متطلبات الجسم من هرمون الغدة الدرقية في أثناء الحمل ويستمر ذلك طوال فترة الحمل، لذا يُنصح بزيادة عدد جرعات الليفوثيروكسين لدى النساء الحوامل إلى تسع جرعات كل أسبوع، بدلًا من الجرعات السبع المعتادة، فور ثبوت حملهن. يجب إجراء اختبارات متكررة لوظائف الغدة الدرقية بعد مضي خمسة أسابيع على زيادة الجرعة.
في حين توجد كمية قليلة من هرمونات الغدة الدرقية في حليب الثدي، فإن هذه الكمية لا تؤثر في مستويات هرمون الغدة الدرقية في بلازما الرضيع. علاوة على ذلك، لم يُثبت تسبب الليفوثيروكسين بأي آثار ضارة للرضيع أو للأم في أثناء الرضاعة الطبيعية. لما كان الحفاظ على الرضاعة الطبيعية يتطلب تراكيز كافية من هرمون الغدة الدرقية، كان من المستحسن إعطاء جرعات الليفوثيروكسين المناسبة في أثناء الرضاعة الطبيعية.

### الأطفال
يُعد الليفوثيروكسين آمنًا وفعّالًا لدى الأطفال المصابين بقصور الغدة الدرقية؛ إن هدف علاج الأطفال المصابين بقصور الغدة الدرقية هو تحقيق التطور الفكري البدني الطبيعي والحفاظ عليه.

## مضادات الاستطباب
يُمنع استخدام الليفوثيروكسين لدى الأشخاص الذين يعانون فرط التحسس لليفوثيروكسين الصوديوم أو أي من مكونات المستحضر، والأشخاص الذين يعانون احتشاء العضلة القلبية الحاد، والأشخاص الذين يعانون التسمم الدرقي الناتج عن أي مسببات. يُمنع استخدام الليفوثيروكسين أيضًا لدى الأشخاص الذين يعانون قصور الكظر غير المصحح، إذ قد تسبب هرمونات الغدة الدرقية نوبة كظرية حادة عن طريق زيادة التصفية الاستقلابية للهرمونات القشرية السكرية. بالنسبة إلى الأقراص الفموية، فإن عدم القدرة على ابتلاع الكبسولات يُعد أحد مضادات الاستطباب الإضافية.

## التداخلات
هناك العديد من الأطعمة والمواد الأخرى التي قد تتداخل مع امتصاص هرمون الغدة الدرقية. المواد التي تقلل من الامتصاص هي مضادات الحموضة التي تحتوي على الألمنيوم والمغنيزيوم، والسيميتيكون، والسكرالفات، والكوليسترامين، والكوليستيبول، وسلفونات البوليسترين. قد يؤخر عصير الليمون الهندي امتصاص الليفوثيروكسين، ولكن استنادًا إلى دراسة أُجريت على 10 أشخاص أصحاء تتراوح أعمارهم بين 20-30 سنة (8 رجال وامرأتان)، قد لا يؤثر بشكل كبير في التوفر الحيوي لدى الشباب البالغين. أشارت دراسة أُجريت على ثماني سيدات إلى أن القهوة قد تتداخل مع امتصاص الأمعاء لليفوثيروكسين، وإن كان ذلك أقل من تناول النخالة عند مستوى ما. قد تتسبب بعض المواد الأخرى بآثار ضارة قد تكون شديدة. قد يؤدي الجمع بين الليفوثيروكسين والكيتامين إلى ارتفاع ضغط الدم وتسرع القلب؛ وتزيد مضادات الاكتئاب ثلاثية الحلقات ورباعية الحلقات من سميته. من ناحية أخرى، قد يسبب الليثيوم فرط نشاط الغدة الدرقية (ولكنه يسبب قصور الغدة الدرقية غالبًا) من خلال التأثير في استقلاب اليود في الغدة الدرقية نفسها وبالتالي يثبط اصطناع الليفوثيروكسين أيضًا. قد يؤثر فول الصويا، ودقيق القطن، والجوز، والألياف الغذائية، ومكملات الكالسيوم، ومكملات الحديد، سلبًا على الامتصاص. وجدت دراسة أن حليب الأبقار يقلل من امتصاص الليفوثيروكسين.
توصي شركة مصنعة لليفوثيروكسين بالانتظار لمدة 30 دقيقة وحتى ساعة واحدة قبل تناول أو شرب أي شيء غير الماء من أجل تقليل التداخلات، وتوصي أيضًا بتناوله في الصباح على معدة فارغة.

## الأشكال الدوائية المتوفرة
يتوفر الليفوثيروكسين بعدة أشكال دوائية، فقد يأتي على صورة أقراص للبلع عن طريق الفم، ويتوفر منه محلول ليتم إعطاءه عبر الوريد أو بالعضل. 